# Grand Prix de l’Humanité
Der Grand Prix de l’Humanité (französisch auch Grand Prix cycliste de l’Humanité) war ein Straßenradrennen, organisiert durch die französische Zeitung L’Humanité und Fédération sportive et gymnique du travail (FSGT). Das Rennen wurde 1927 erstmals ausgetragen und war anfänglich ein Eintagesrennen. Später wurde daraus ein Etappenrennen mit zwei und schließlich drei Etappen. Im Jahr 1979 fand die letzte Austragung statt.

## Palmarès
| - 1979 Harald Wolf - 1978 Patrice Thévenard - 1977 Jean-Claude Breure - 1976 Algirdas Motskus - 1975 Jean-Pierre Boulard - 1974 Waleri Tschaplygin - 1973 Iwan Trifonow - 1972 Iwan Trifonow - 1971 Jaromir Fridrich - 1970 Axel Peschel - 1969 Rudolph Labus - 1968 nicht ausgetragen - 1967 Gainan Saidchuschin - 1966 Jan Smolík - 1965 Gainan Saidchuschin | - 1964 Juri Gounachov - 1963 Gabriel Moiceanu - 1962 Gabriel Moiceanu - 1961 Mikhail Kurbatov - 1960 Fedor Tarakanov - 1959 Albert Martinez - 1958 Lucien Truchot - 1957 Antoine Martinez - 1956 Marcel Casse - 1955 Philippe Gaudrillet - 1954 Michel Lecointe - 1953 René Van Meenen - 1952 Robert Renoncé - 1951 Georges Blum - 1950 Dave Bedwell | - 1949 Jacques Prax - 1948 Antoine Tarrega - 1947 Roger Verhoest - 1946 Maurice Miel - 1945 Marcel Watterschot - 1939 Roger Pujol - 1938 Marcel Vandevelde - 1937 Jean Candoni - 1936 Jean Cottard - 1935 Alphonse Decru - 1934 Lucien Berthelot - 1933 Dessaigne - 1932 Schouepf - 1928 Auguste Kropp - 1927 Gabriel Balay |